# Richard Johnson (acteur)
Pour les articles homonymes, voir Johnson et Richard Johnson.
Richard Johnson, de son vrai nom Richard Keith Johnson, est un acteur britannique né le 30 juillet 1927 à Upminster (aujourd'hui dans le borough londonien d'Havering), et mort à Chelsea, près de Londres, le 5 juin 2015.

## Biographie

### Carrière
Formé à la Royal Academy of Dramatic Art, Richard Johnson fait ses débuts de comédien au théâtre ; il apparait ensuite à la télévision britannique, puis au cinéma. Il tient l'un de ses premiers grands rôles sur grand écran dans La Proie des vautours, aux côtés de Frank Sinatra et Gina Lollobrigida. Il est pris sous contrat par la MGM. Il connaît ses principaux succès dans les années 1960, avec La Maison du diable, dont il tient l'un des rôles principaux, et Khartoum, dans lequel il est le partenaire de Charlton Heston. Il joue le personnage de Bulldog Drummond - réinventé sous la forme d'un héros à la James Bond - dans deux films, Plus féroces que les mâles et Some girls do. Dans les années 1970-1980, il continue d'apparaître régulièrement au cinéma et à la télévision : on le voit aussi bien dans des pièces de Shakespeare filmées pour la télévision britannique, que dans des films d'horreur italiens comme L'Enfer des zombies ou Le Continent des hommes-poissons, et des épisodes de séries télévisées comme Cosmos 1999, Magnum ou Mission casse-cou. Durant les décennies suivantes, il continue de tenir des seconds rôles, au cinéma comme à la télévision.

### Vie privée
Marié plusieurs fois, Richard Johnson a été de 1965 à 1966 l'époux de Kim Novak, sa partenaire dans le film Les Aventures amoureuses de Moll Flanders.

## Filmographie

### Cinéma
- 1951 : Captain Horatio Hornblower de Raoul Walsh
- 1952 : Lady in the Fog de Sam Newfield d'après Lester Powell
- 1953 : Saadia d'Albert Lewin : le lieutenant Girard
- 1959 : La Proie des vautours de John Sturges
- 1963 : Les Bijoux du Pharaon de Wolf Rilla : Ali
- 1963 : 80,000 Suspects de Val Guest
- 1963 : La Maison du diable (The Haunting) de Robert Wise : le professeur John Markway
- 1964 : Le Mangeur de citrouilles de Jack Clayton
- 1964 : L'Autre Femme de François Villiers
- 1965 : Les Aventures amoureuses de Moll Flanders de Terence Young d'après Daniel Defoe
- 1965 : Opération Crossbow (Operation Crossbow) de Michael Anderson : Duncan Sandys
- 1966 : Khartoum de Basil Dearden
- 1966 : La Sorcière amoureuse (La strega in amore) de Damiano Damiani : Sergio
- 1967 : Plus féroces que les mâles (Deadlier Than the Male) de Ralph Thomas : "Bulldog" Drummond
- 1967 : Peyrol le boucanier de Terence Young d'après Joseph Conrad
- 1967 : Le Coup du lapin (Danger Route) de Seth Holt
- 1968 : Le Roi Œdipe de Philip Saville d'après Sophocle : Créon
- 1968 : Columna de Mircea Dragan : Tibère
- 1968 : Du sable et des diamants de Don Chaffey
- 1968 : Les Amours de Lady Hamilton de Christian-Jaque : Horation Nelson
- 1969 : A l'aube du cinquième jour de Giuliano Montaldo : le capitaine John Miller
- 1969 : Dieu pardonne, elles jamais ! (Some Girls Do) de Ralph Thomas d'après Herman C. McNeile : Bulldog Drummond
- 1970 : Jules César de Stuart Burge d'après William Shakespeare : Cassius
- 1971 : Le Péché (The Beloved) de George Pan Cosmatos : Oreste
- 1974 : Le Démon aux tripes d'Ovidio G. Assonitis et Robert Barrett
- 1975 : Émilie, l'enfant des ténèbres (Il medaglione insanguinato) de Massimo Dallamano : Michael Williams
- 1975 : Moïse (Mosè) de Gianfranco De Bosio
- 1975 : Hennessy de Don Sharp
- 1976 : Mohammad, Messenger of God : le narrateur
- 1976 : Le Tigre du ciel (Aces High) de Jack Gold : major Lyle
- 1979 : Le Casse de Berkeley Square de Ralph Thomas
- 1979 : Le Continent des hommes-poissonsde Sergio Martino
- 1979 : Le Grand Alligator de Sergio Martino
- 1979 : L'Enfer des zombies de Lucio Fulci : Dr David Menard
- 1981 : Le Club des monstres (The Monster Club) de R.W. Baker : le père de Busotsky
- 1985 : Turtle Diary de John Irvin
- 1985 : What Waits Below (en) horreur de Don Sharp, coécrit par Freddie Francis
- 1986 : Lady Jane de Trevor Nunn
- 2001 : Lara Croft: Tomb Raider de Simon West : l'homme distingué
- 2001 : The Dark : le vieux Bogeyman (voix) (court métrage)
- 2002 : The Birthday : Cliff (court métrage)
- 2006 : Scoop : Mr. Quincy
- 2007 : Two Families : Don Cataldo
- 2008 : Jump ! de Joshua Sinclair
- 2008 : Le Garçon au pyjama rayé: le père du commandant

### Télévision
- 1952 : Orgueil et Préjugés (Pride and Prejudice) : Mr. Wickham
- 1952 : Les Trois Mousquetaires (How Does It End?) : D'Artagnan
- 1955 : The Orderly de Don Chaffey d'après Guy de Maupassant
- 1957 : Heaven and Earth de Peter Brook
- 1957 : Mixed Blood
- 1957 : Spy Aboard de Robert Day
- 1959 : The Deserter de Basil Dearden d'après Edgar Wallace
- 1964 : The Quick and the Dead de Roy Ward Baker
- 1965 : Power of Attorney de Harvey Hart
- 1969 : Rembrandt : Rembrandt
- 1970-1972 : ITV Sunday Night Theatre (en) : Claudius / Docteur Clive / Riordan / Richard
- 1973 : Murder in Mind d'Alan Gibson
- 1973 : The Movie Quiz
- 1974 : Where There Is a Will de Mark Cullingham
- 1974 : Antony and Cleopatra (en) de Jon Scoffield d'après Shakespeare : Marc Antoine
- 1974 : Moïse de Gianfranco De Bosio écrit par Anthony Burgess : narrateur
- 1975 : The Lost Island de Philip Saville d'après Winston Churchill
- 1976 : Cosmos 1999 (Space: 1999) : Dick Russell
- 1976 : Les Origines de la mafia
- 1978 : Les Quatre Plumes blanches (en) de Don Sharp d'après A.E.W. Mason
- 1979 : Pour l'amour du risque : Alex Constantine
- 1980 : The Marquise de Christopher Hodson d'après Noel Coward
- 1980-1982 : Bizarre, bizarre
- 1980-1983 : Magnum : brigadier Faulkes
- 1982 : Cymbeline d'Elijah Moshinsky d'après Shakespeare : Cymbeline
- 1984 : The Biko Inquest de Graham Evans et Albert Finney
- 1986 : Mission casse-cou
- 1987 : Arabesque
- 1988 : Un homme pour l'éternité de Charlton Heston d'après Robert Bolt : duc de Norfolk
- 1990 : L'Île au trésor (Treasure Island) de Fraser Heston : Châtelain Trelawney
- 1990 : The Secret Life of Ian Fleming de Ferdinand Fairfax
- 1991 : Duel of Hearts de John Hough d'après Barbara Cartland : lord Belgrave
- 1991 : Sherlock Holmes et la Croix de sang de Fraser Heston d'après Arthur Conan Doyle : Dr Watson
- 1992 : The Camomile Lawn
- 1995 : Heavy Weather (en) de Jack Gold d'après P.G. Wodehouse
- 1996 : Les contes de la crypte
- 1996 : Breaking the Code de Herbert Wise
- 1997 : Front Seat de Sandy Johnson d'après Ruth Rendell
- 1998 : The Echo de Diarmuid Lawrence
- 1999-2007 : Inspecteur Barnaby
- 2000 : Happy Days d'après Samuel Beckett : Willie
- 2005 : The Royal : Johnny Lomax
- 2005 : The Robinsons : Hector Robinson
- 2005 : Coup de foudre royal (Whatever Love Means) : Lord Mountbatten
- 2007 : The Raven de David DeCoteau d'après Edgar Allan Poe
- 2008 : MI-5
- 2010 : Inspecteur Lewis
- 2011 : The Other Child
- 2011 : The Bleak Old Shop of Stuff

## Voix Française
- Michel Roux dans :
  - La proie des vautours
  - Les aventures amoureuses de Madame Moll Flanders
  - Patrick Peuvion dans :
  - Cosmos 1999 (Série Tv)
- Bernard Noël dans :
  - Les bijoux du Pharaons
  - Opération Crossbow
- Gabriel Cattand dans La maison du diable
- Michel Gatineau dans Karthoum
- Jean Claude Michel dans :
- °Danger route
- °Plus feroce que les males
- °Peyrol, le boucanier
- °Dieu pardonne mais pas les filles
- Jean Louis Jemma dans A l'aube du 9ème jour
- André Valmy dans Thriller
- René Renot dans Le continent des hommes poissons
- Georges Aminel dans Le grand Alligator
- Henri Labussiere dans Magnum (Série Tv)
- Jean Negroni dans Mission Casse Cou (Série Tv)
- Pierre Hatet dans L'Ile au trésor
- William Sabatier dans Tom Rider
- Michel Rhul dans Le garçon en pyjama rayé